# Tramwaje w Independence
Tramwaje w Independence − zlikwidowany system komunikacji tramwajowej w Independence w Stanach Zjednoczonych, działający w latach 1892−1907.

## Historia
Tramwaje w Independence uruchomiono 21 sierpnia 1892. Linia prowadziła do Rush Park, skąd w 1893 linię wydłużono do miejskiego szpitala. System zamknięto 14 sierpnia 1907. W latach późniejszych planowano ponowne otwarcie sieci jednak nigdy tego nie zrealizowano, a tabor zezłomowano. Szerokość toru na linii wynosiła 1435 mm. 
Independence było jednym z najmniejszych miast w Stanach Zjednoczonych, które posiadało komunikację tramwajową. 